# تيكومة كوتشابامبية
تيكومة كوتشابامبية (الاسم العلمي:Tecoma cochabambensis) هي نوع من النباتات يتبع جنس التيكومة من الفصيلة البنيونية.